# Aligia munda
Aligia munda är en insektsart som beskrevs av Ball 1901. Aligia munda ingår i släktet Aligia och familjen dvärgstritar. Inga underarter finns listade i Catalogue of Life.